# Zhangjiajie
Zhangjiajie (traditionel kinesisk: 张家界; pinyin: Zhāngjiājiè) er en kinesisk by på præfekturniveau i provinsen Hunan i det sydlige Kina. Præfekturet har et areal på 9.516 km²
og en befolkning på 1.650.000 mennesker (2007).
Det fredede bjergområde Wulingyuan der er på UNESCOs Verdensarvsliste ligger i bypræfekturet.

## Administrative enheder
Zhangjiajie består af to bydistrikter og to amter:
- Bydistriktet Yongding – 永定区 Yǒngdìng Qū ;
- Bydistriktet Wulingyuan – 武陵源区 Wǔlíngyuán Qū ;
- Amtet Cili – 慈利县 Cílì Xiàn ;
- Amtet Sangzhi – 桑植县 Sāngzhí Xiàn.

29°09′N 110°29′Ø / 29.150°N 110.483°Ø